# Liste der Biografien/Reij
Liste der Biografien |
Portal Biografien |
Personensuche
# |
A |
B |
C |
D |
E |
F |
G |
H |
I |
J |
K |
L |
M |
N |
O |
P |
Q |
R |
S |
T |
U |
V |
W |
X |
Y |
Z |
?
 
Ra |
Rb |
Rd |
Re |
Rh |
Ri |
Rj |
Rk |
Rl |
Rm |
Rn |
Ro |
Rr |
Rs |
Rt |
Ru |
Rv |
Rw |
Rx |
Ry |
Rz
 
Rea |
Reb |
Rec |
Red |
Ree |
Ref |
Reg |
Reh |
Rei |
Rej |
Rek |
Rel |
Rem |
Ren |
Reo |
Rep |
Req |
Rer |
Res |
Ret |
Reu |
Rev |
Rew |
Rex |
Rey |
Rez
 
Reib |
Reic |
Reid |
Reie |
Reif |
Reig |
Reih |
Reij |
Reik |
Reil |
Reim |
Rein |
Reip |
Reir |
Reis |
Reit |
Reiv |
Reiw |
Reix |
Reiz
Die Liste der Biografien führt alle Personen auf, die in der deutschsprachigen Wikipedia einen Artikel haben. Dieses ist eine Teilliste mit 17 Einträgen von Personen, deren Namen mit den Buchstaben „Reij“ beginnt.

## Reij

### Reija
- Reija, Severino (* 1938), spanischer Fußballspieler

### Reije
- Reijen, Willem van (1938–2012), niederländisch-deutscher Philosoph und Soziologe
- Reijers, Desi (* 1964), niederländische Schwimmerin
- Reijersen, Cornelis († 1625), niederländischer Kommandant der Niederländischen Ostindien-Kompanie

### Reijg
- Reijgwart, Hans (* 1949), niederländischer Fußballschiedsrichter

### Reijk
- Reijken, Irene van der (* 1993), niederländische Leichtathletin

### Reijn
- Reijn, Halina (* 1975), niederländische Schauspielerin, Autorin und Regisseurin
- Reijnders, Harry (* 1954), niederländischer Architekt
- Reijnders, Tijjani (* 1998), niederländischer FußballspielerTijjani Reijnders (* 1998)

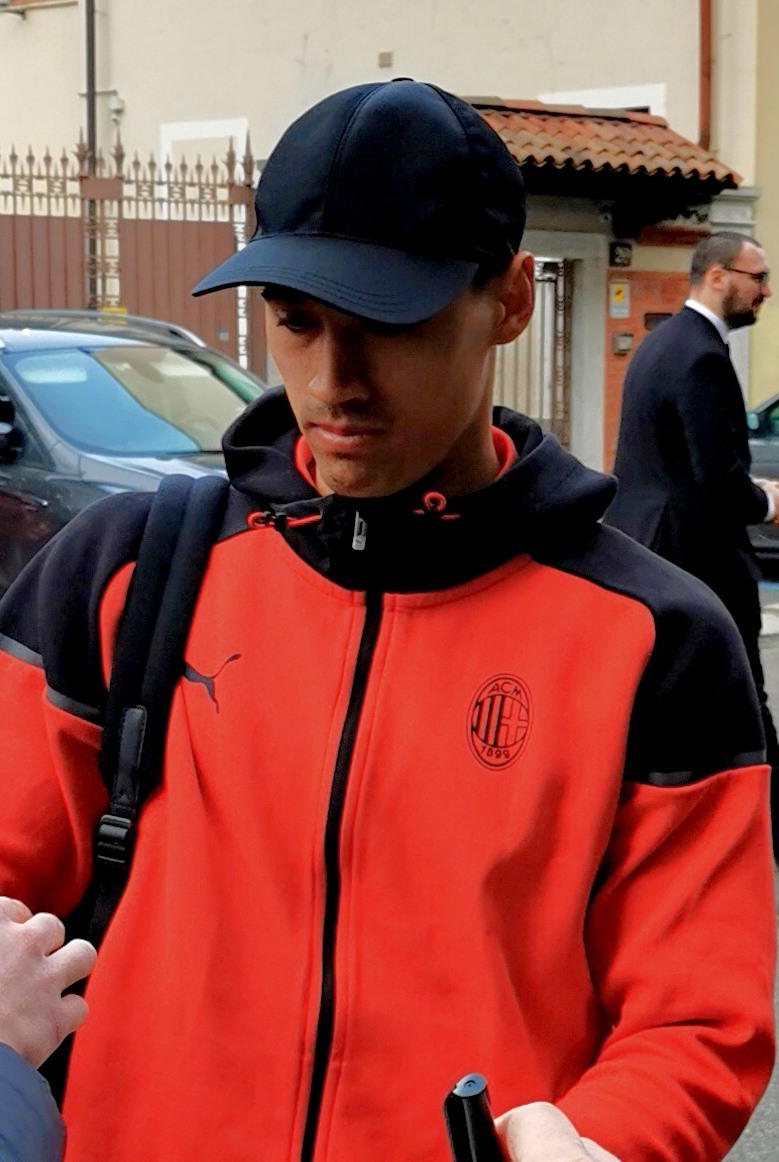
Tijjani Reijnders (* 1998)

- Reijnen, Kiel (* 1986), US-amerikanischer Radrennfahrer
- Reijners, Roger (* 1964), niederländischer Fußballtrainer
- Reijngoud, Ilja (* 1972), niederländischer Jazzmusiker (Posaune, Komposition, Arrangement)
- Reijnhout, Rosita (* 2004), niederländische Radrennfahrerin
- Reijnierse, Remy (* 1961), niederländischer Fußballspieler und -trainer

### Reijo
- Reijonen, Markku (* 1952), finnischer Skispringer
- Reijonen, Seppo (* 1944), finnisch-schwedischer Skispringer und Skisprungtrainer

### Reijs
- Reijseger, Ernst (* 1954), niederländischer Cellist